# Bošany
Bošany jsou obec na Slovensku v okrese Partizánske v Trenčínském kraji. Žije zde přibližně 4 100 obyvatel.
První písemná zmínka o obci je z roku 1183. V obci je římskokatolický kostel sv. Martina biskupa z roku 1777.
V obci se nachází renesanční kaštel pocházejíci z roku 1550 a barokní z roku 1776.

## Osobnosti
- Ján Chryzostom Korec (1924–2015), kardinál a emeritní biskup nitrianské diecéze